# 北テキサス大学
北テキサス大学（正式名称：University of North Texas）は、テキサス州北部、デントンにある州立の大規模総合研究大学。略称はUNT。ダラスやフォートワースに機構本部や系列大学、ロー・スクール（法科大学院）、メディカル・スクール（医学大学院）及び大学病院などを置いている北テキサス大学システムの旗艦大学である。
1890年に師範学校として設立され、現在はアメリカ合衆国南部・南西部の最大都市圏であるダラス・フォートワース複合都市圏において最も大きな規模の大学である。学生総数は37,000人を超え、テキサス州内で3番目に多い。学部生の数は約31,000人。日本語でノーステキサス大学とも表記される。

## 学位
10のカレッジ（学部）、2のスクール（学院）、1つのアカデミーを持ち、100の学士課程、125の修士課程、50の博士課程を有している。

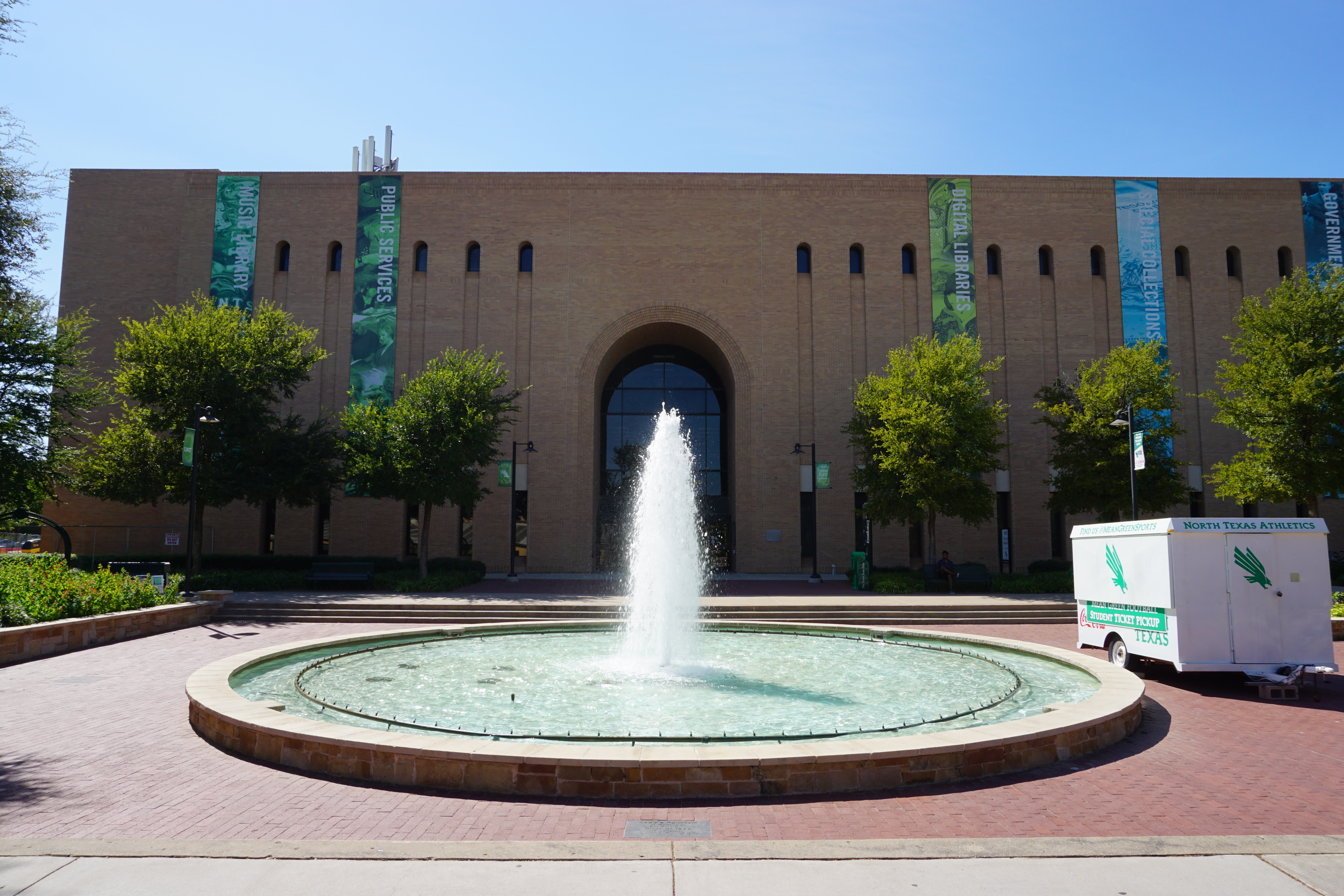
Willis Library（図書館）
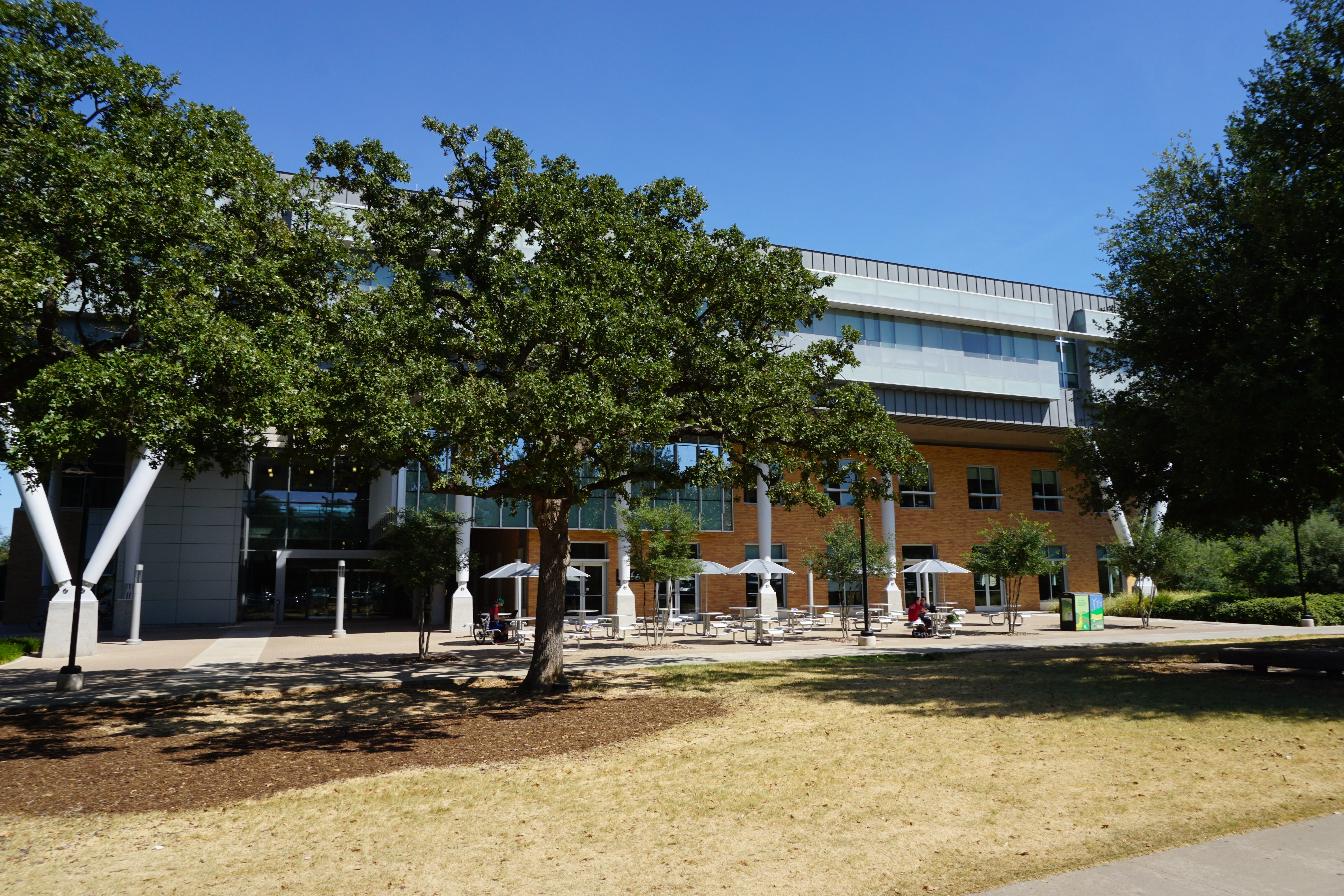
Business Leadership Building （商学部棟）
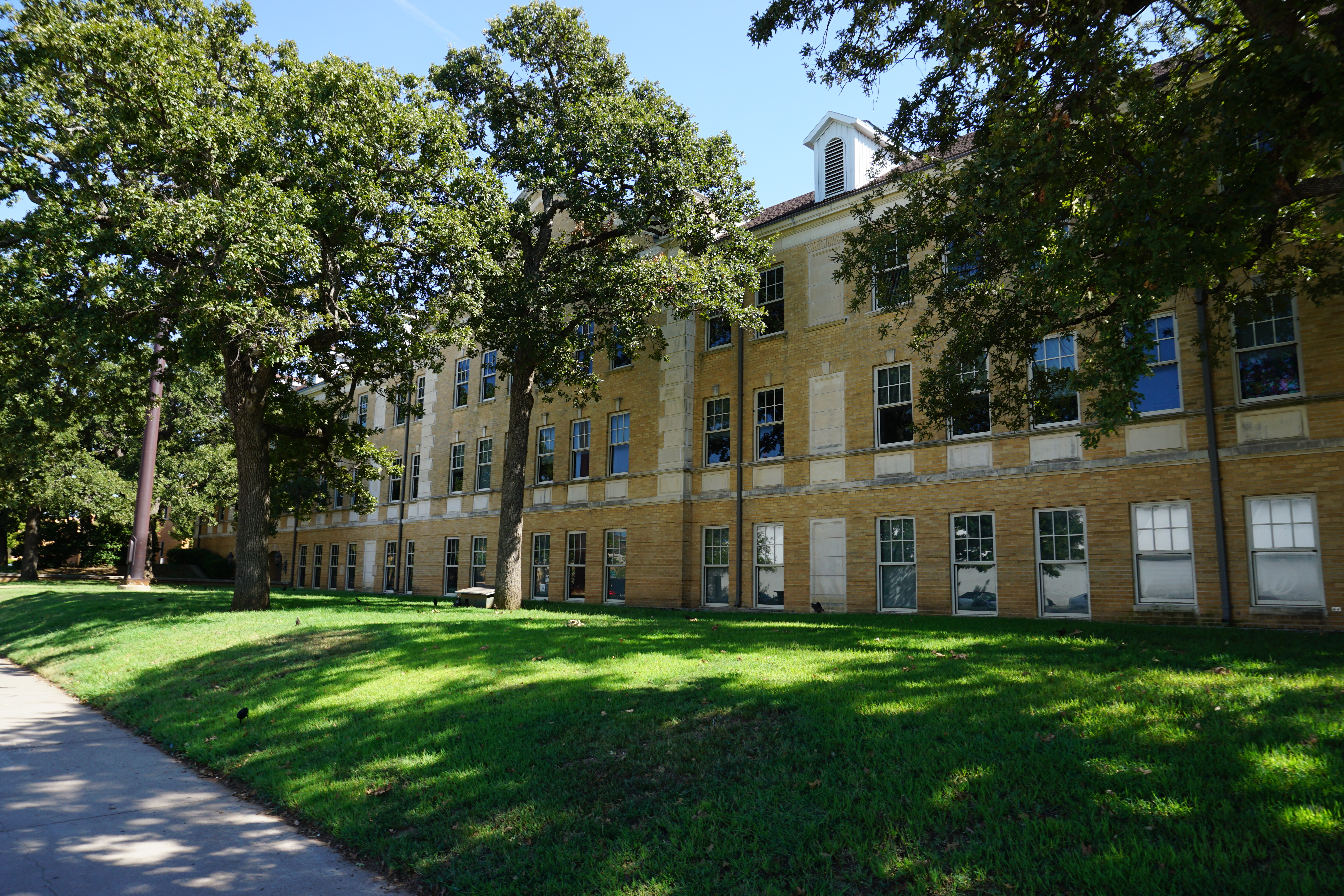
Chilton Hall
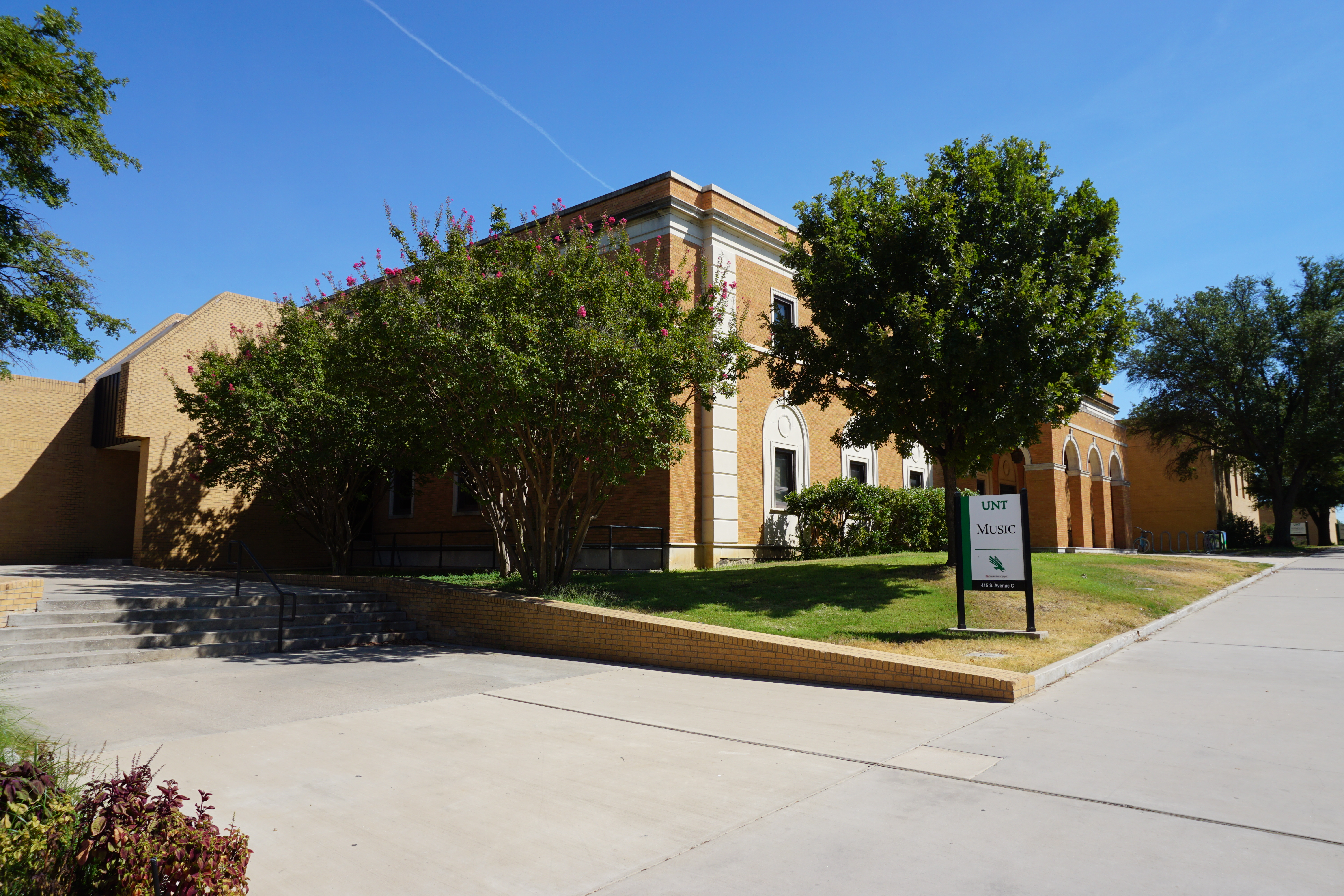
Music Building（音楽学部棟）
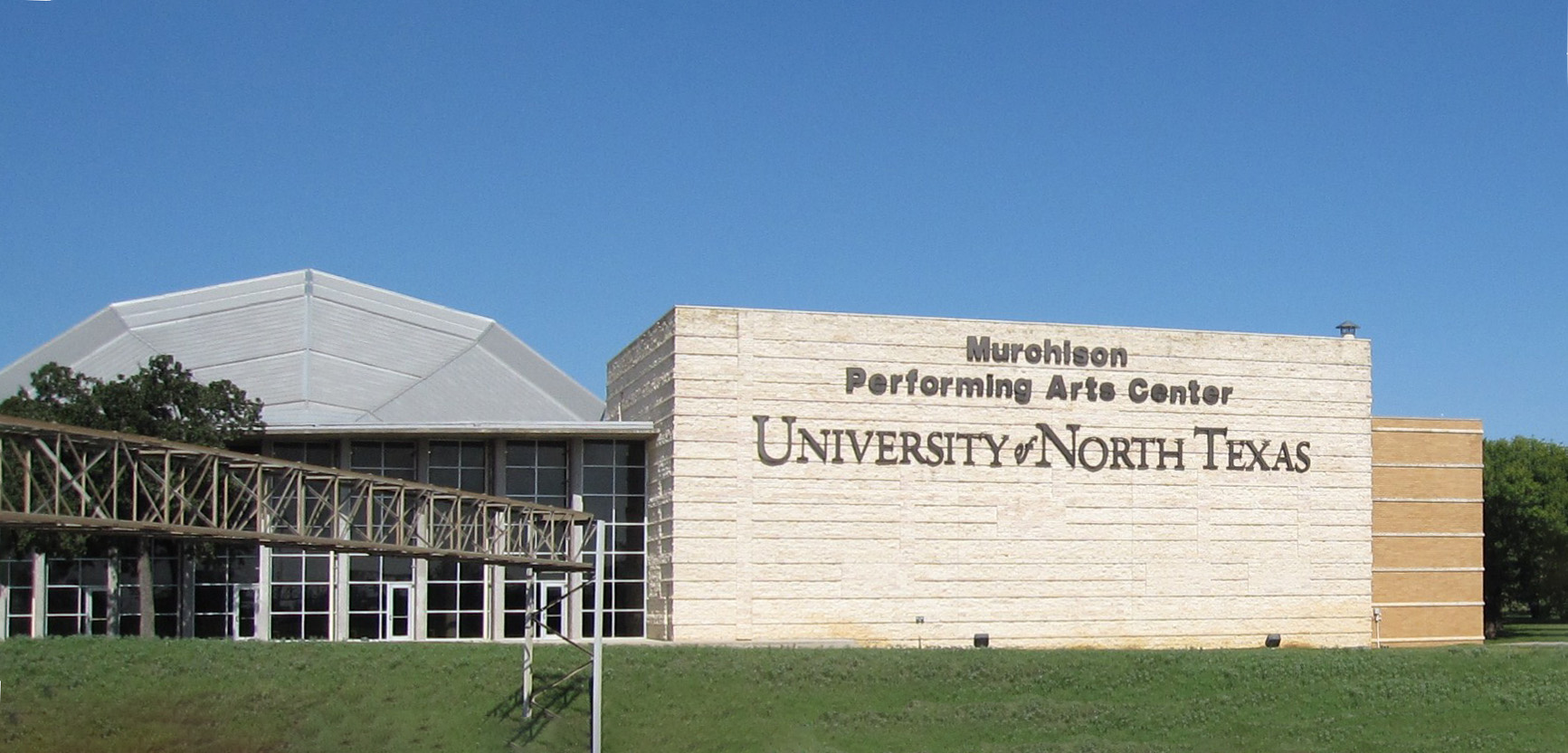
Performing Arts Center コンサートホール

- College of Arts and Sciences
- College of Business
- College of Education
- College of Engineering
- College of Music
- College of Public Affairs and Community Service
- College of Visual Arts and Design
- College of Information
- School of Merchandising and Hospitality Management
- Toulouse School of Graduate Studies
- Mayborn School of Journalism
- Texas Academy of Mathematics and Science
- Honors College

## アカデミック

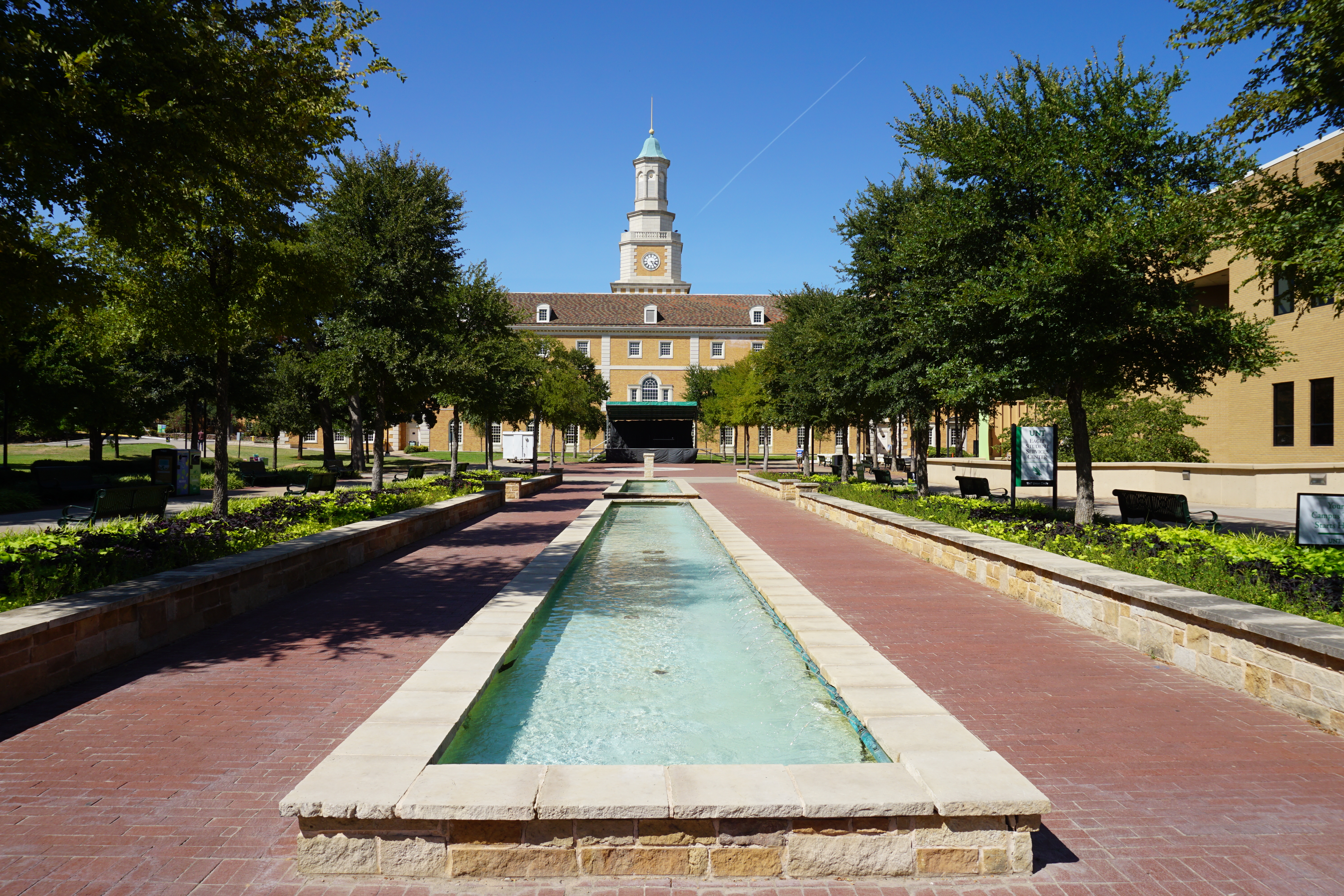
Hurley Administration Building

カーネギー分類においてはTier 1（全米のリサーチ大学の中で上位130圏内のレベルに相当）に格付けされている。USニューズ&ワールド・レポート誌の『全米大学ランキング（National University Rankings）』においては、全米主要四年制大学約3,500校中 260位のレベルに相当の格付けとされる。また、学生・卒業生の実績に重点を置くForbes誌の『全米トップ大学（America's Top Colleges）2024』においては 全米約4,800校中 209位となっている。
ビジネス・スクール（経営学修士課程）はAACSB認定されている。
州立の一般総合大学ではあるが、ラジオ・テレビ・フィルム制作関連の分野、ファッションデザインやビジュアルアートなど、芸術や創作系の分野に力を入れる傾向があり、特に音楽学部に関しては、全米音楽学校協会加盟校中で2番目に多い生徒数を抱え、高等教育機関内の音楽学部としては70年以上、北米最大の地位にある。
中でもジャズに関しては、全米で最初にジャズ研究学科を創設した学校として評価が高く、学部内ビッグバンドの一軍（全部で十軍まで存在）『One O'Clock Lab Band』は過去6回、グラミー賞にノミネートされている。
その他の学部としては、航空ロジスティックス、ホテル・レストラン経営など他の大学ではあまり見られない専攻もある。
全米で初めてエマージェンシー・アドミニストレーション、防災プログラムが開設された大学でもある。
アメリカ合衆国空軍と陸軍のROTC（予備役将校訓練課程）プログラムが設置されている。

## 学生寮 ・キャンパス設備

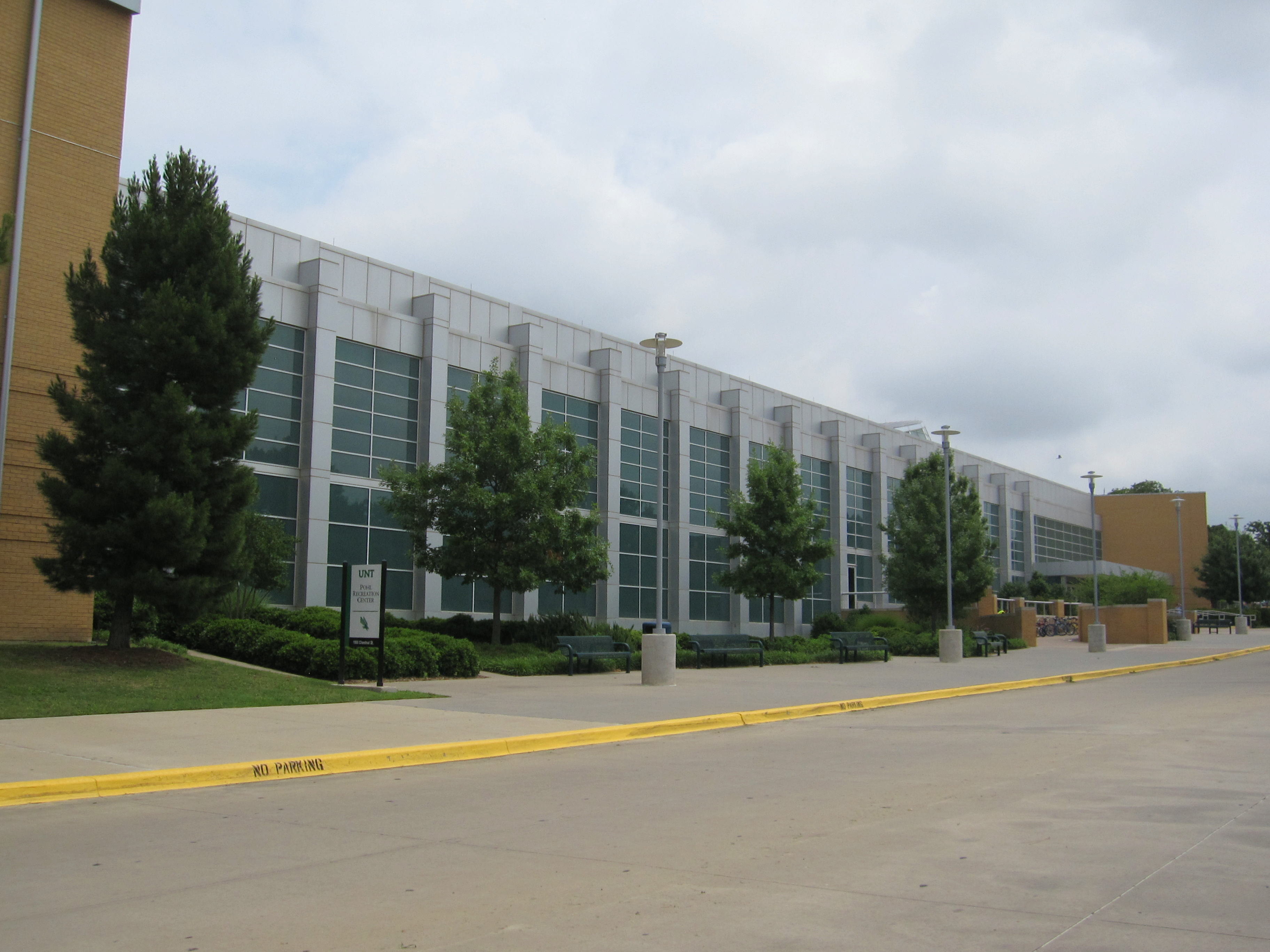
Pohl Rec Center
レクリエーション・センター

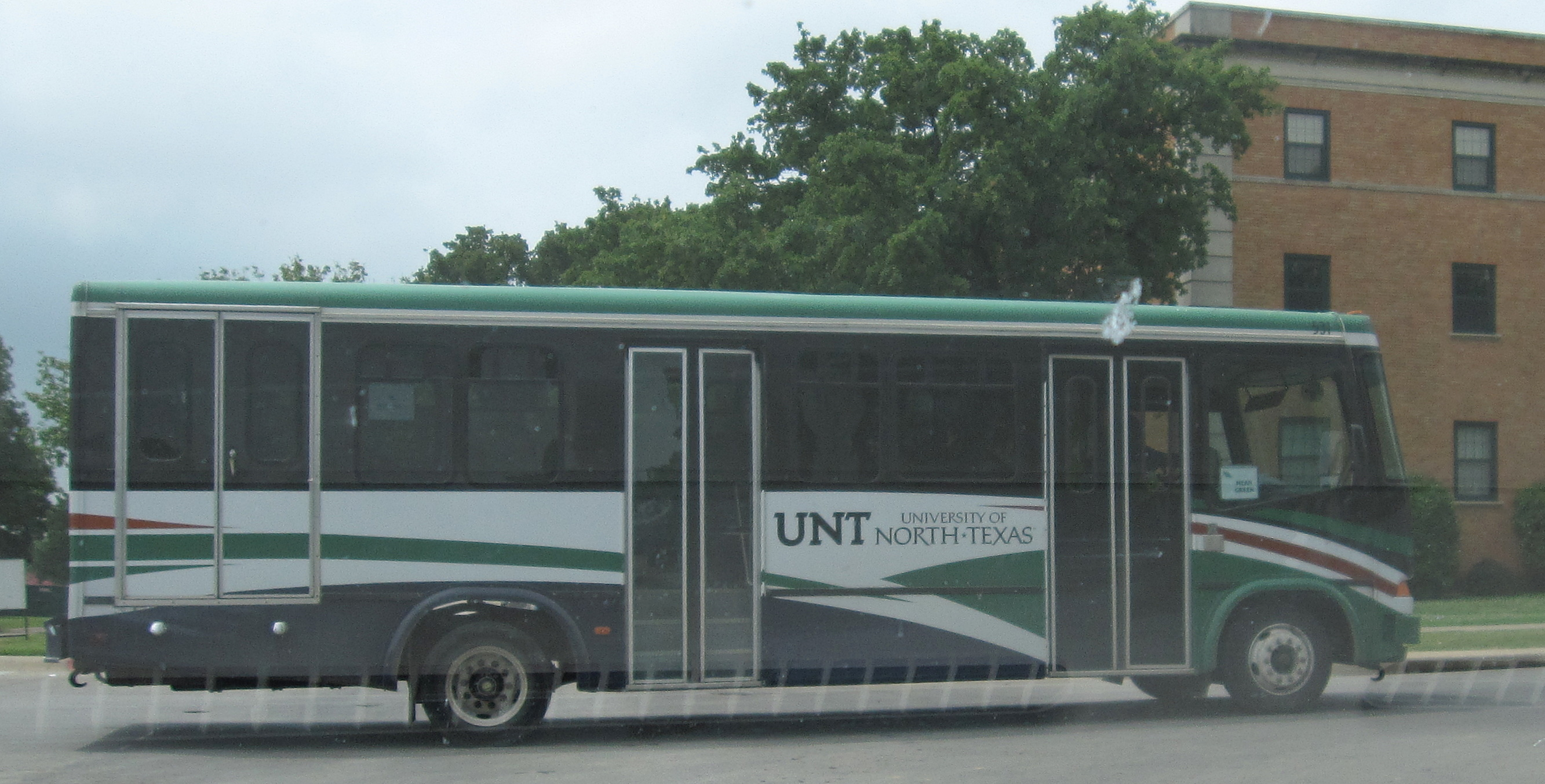
キャンパス内の巡回バス

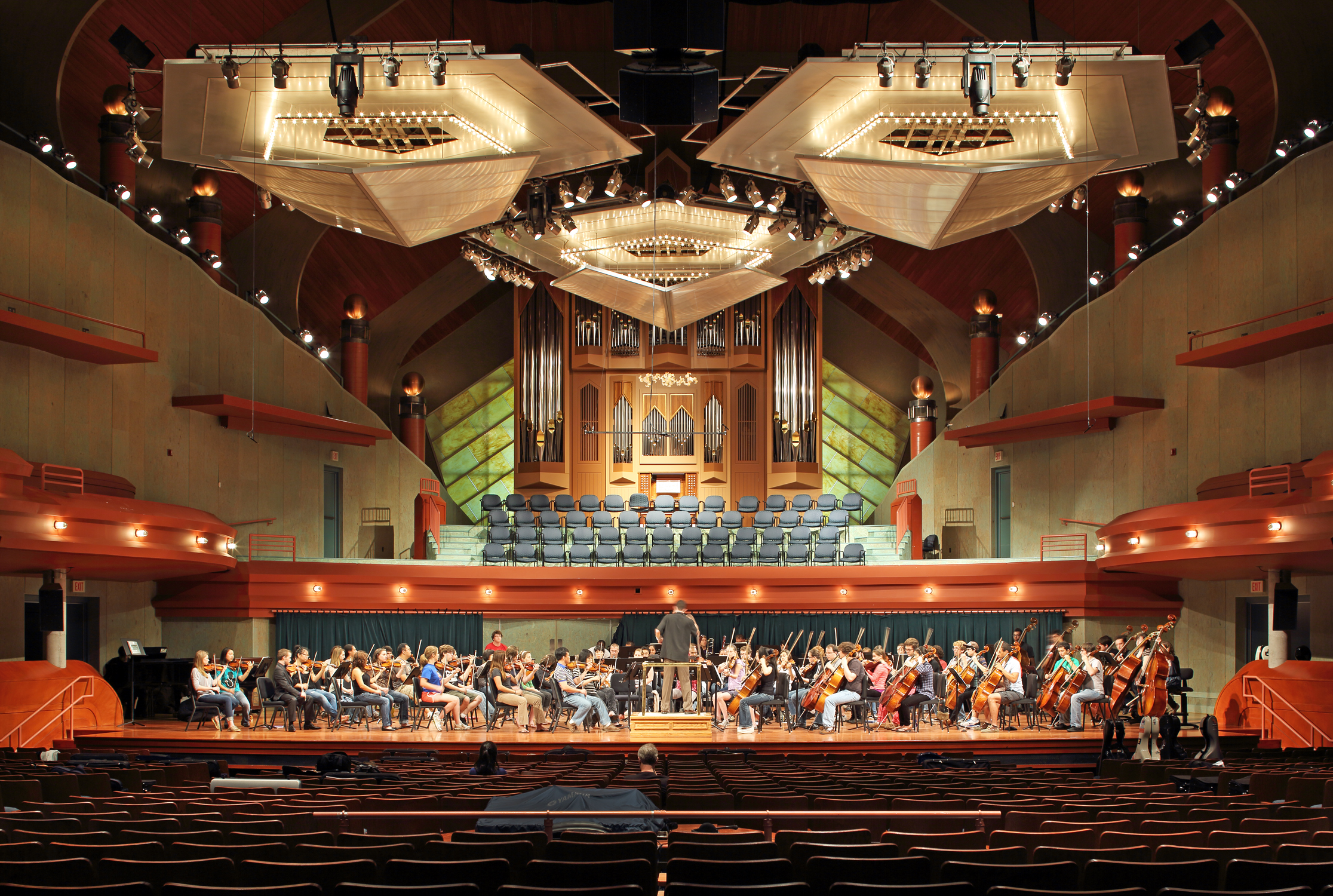
Performing Arts Center
コンサートホール

学部入学1年目（1年生）に関しては、保護者宅からの通学以外は原則として学内に大小14ある寮の内のどれかに住むことが義務付けられている。

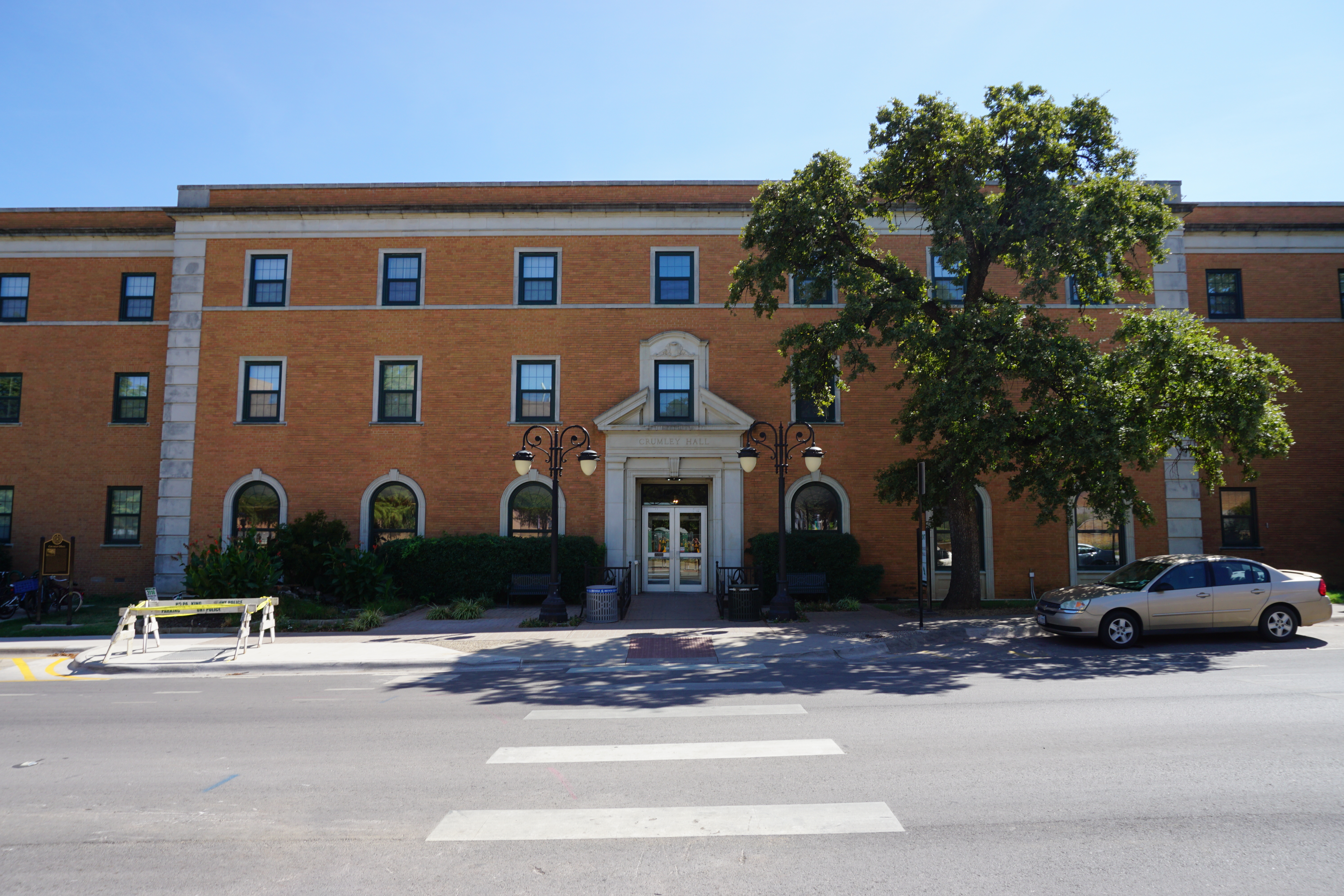
Crumley Hall
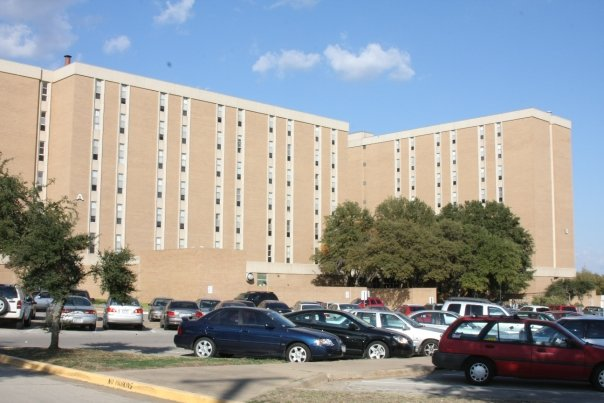
Kerr Hall
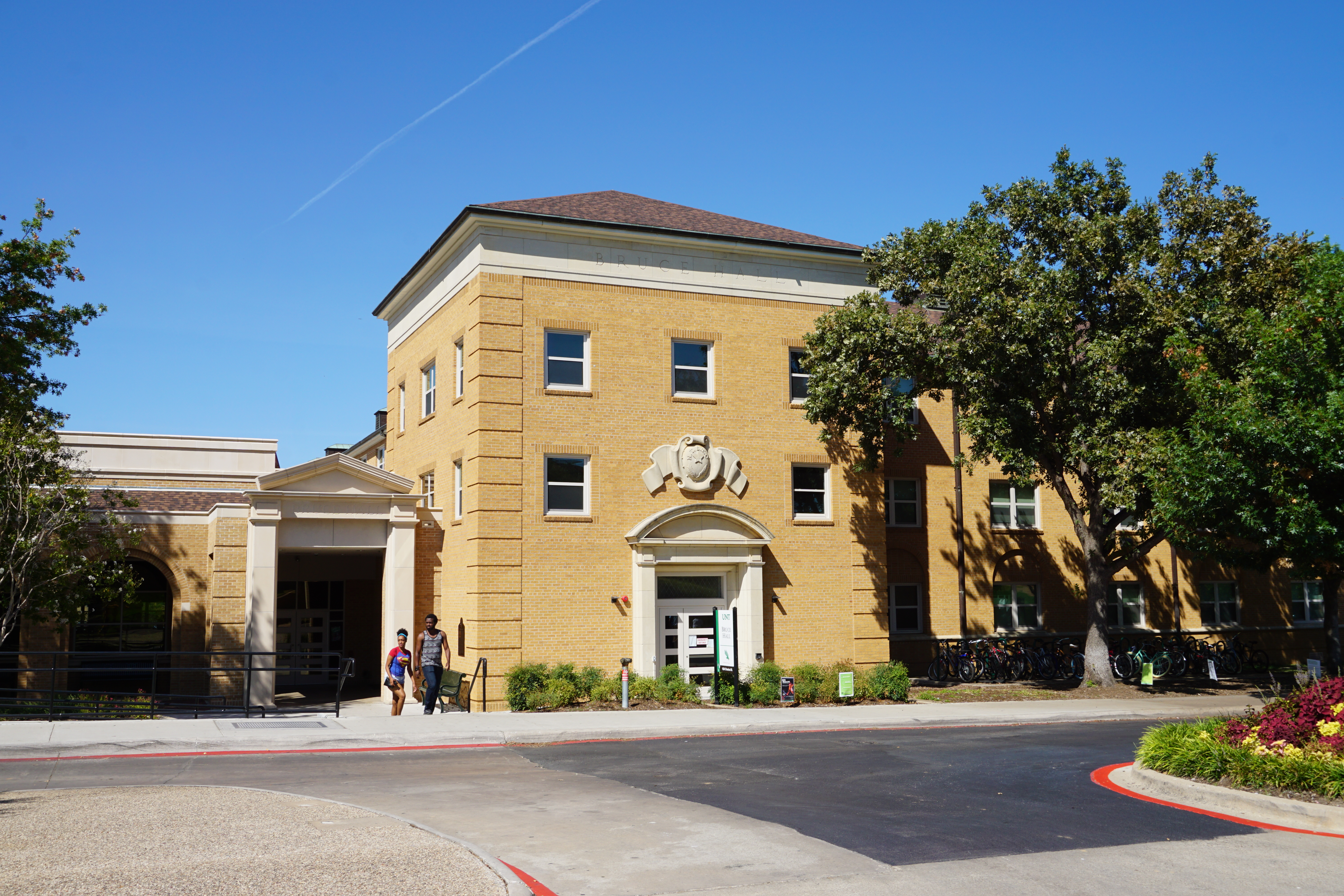
Bruce Hall
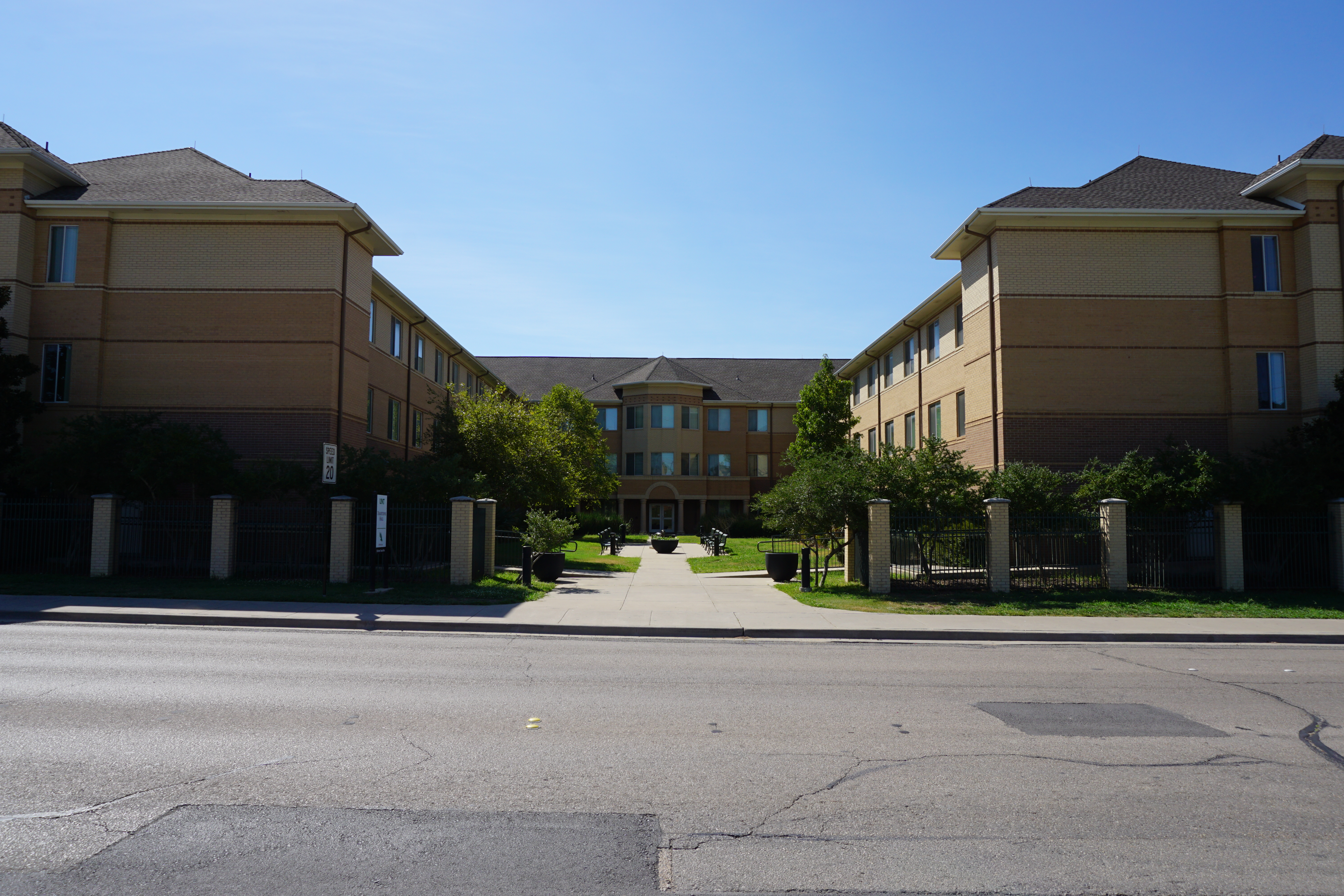
Traditions Hall
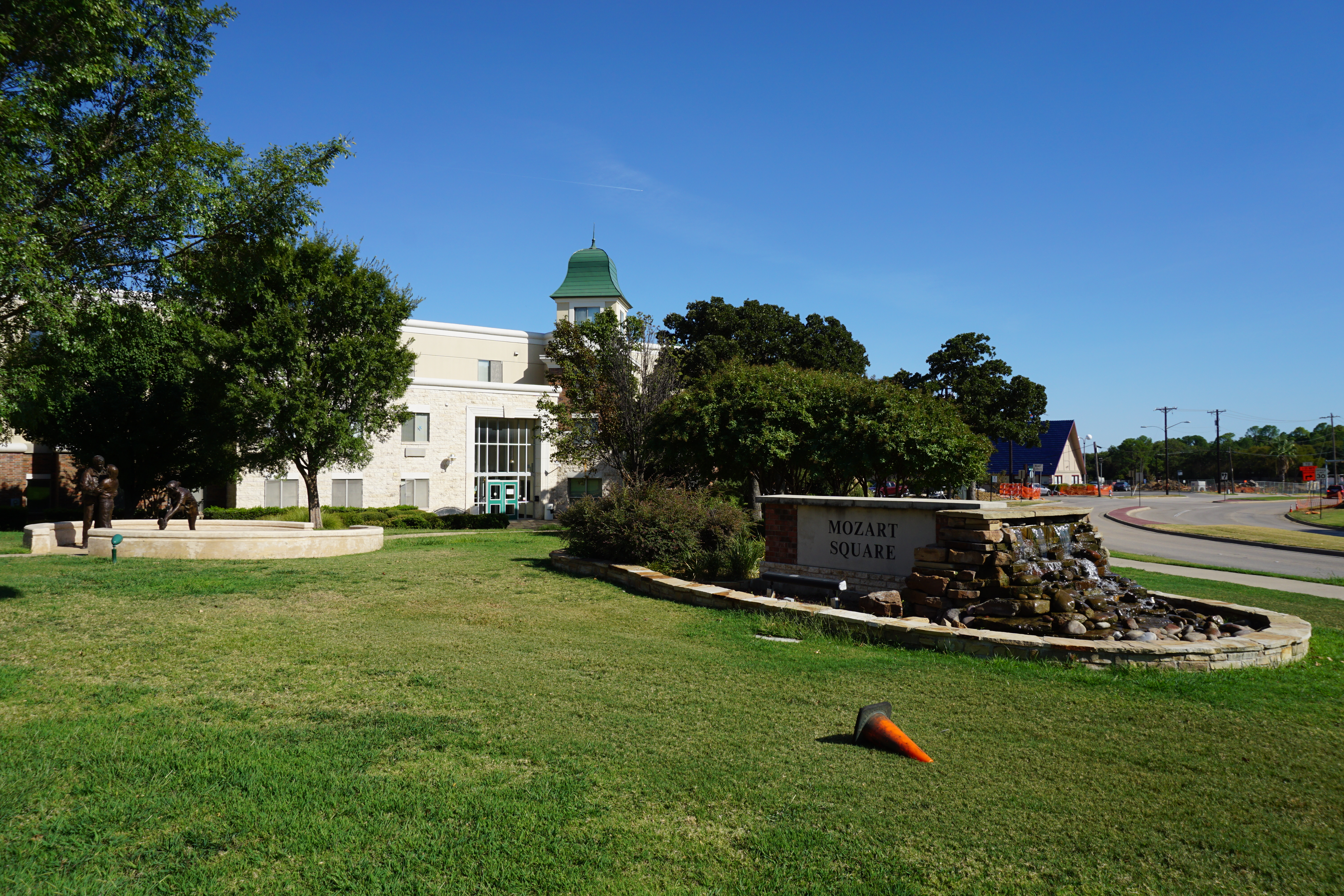
Mozart Square
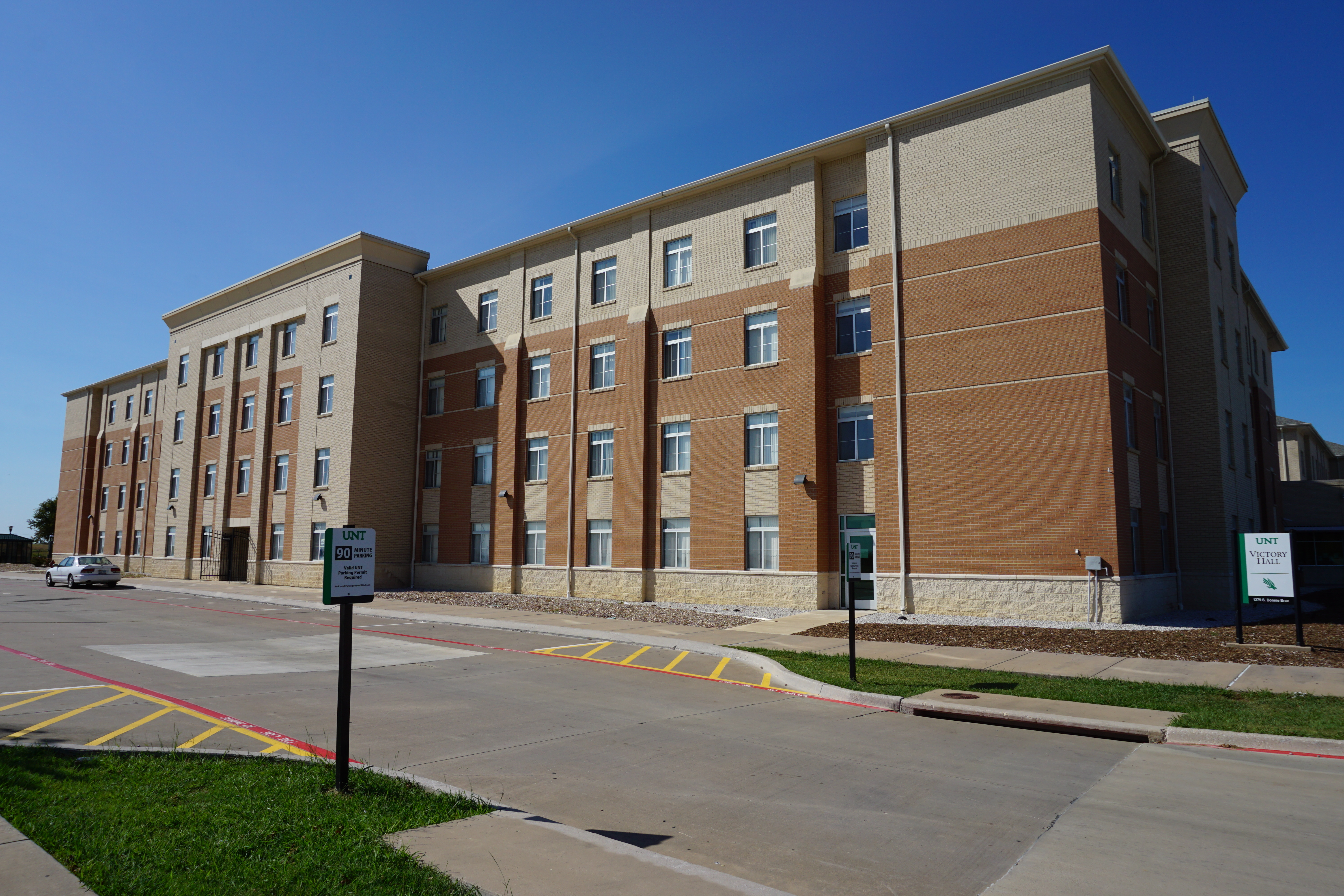
Victory Hall
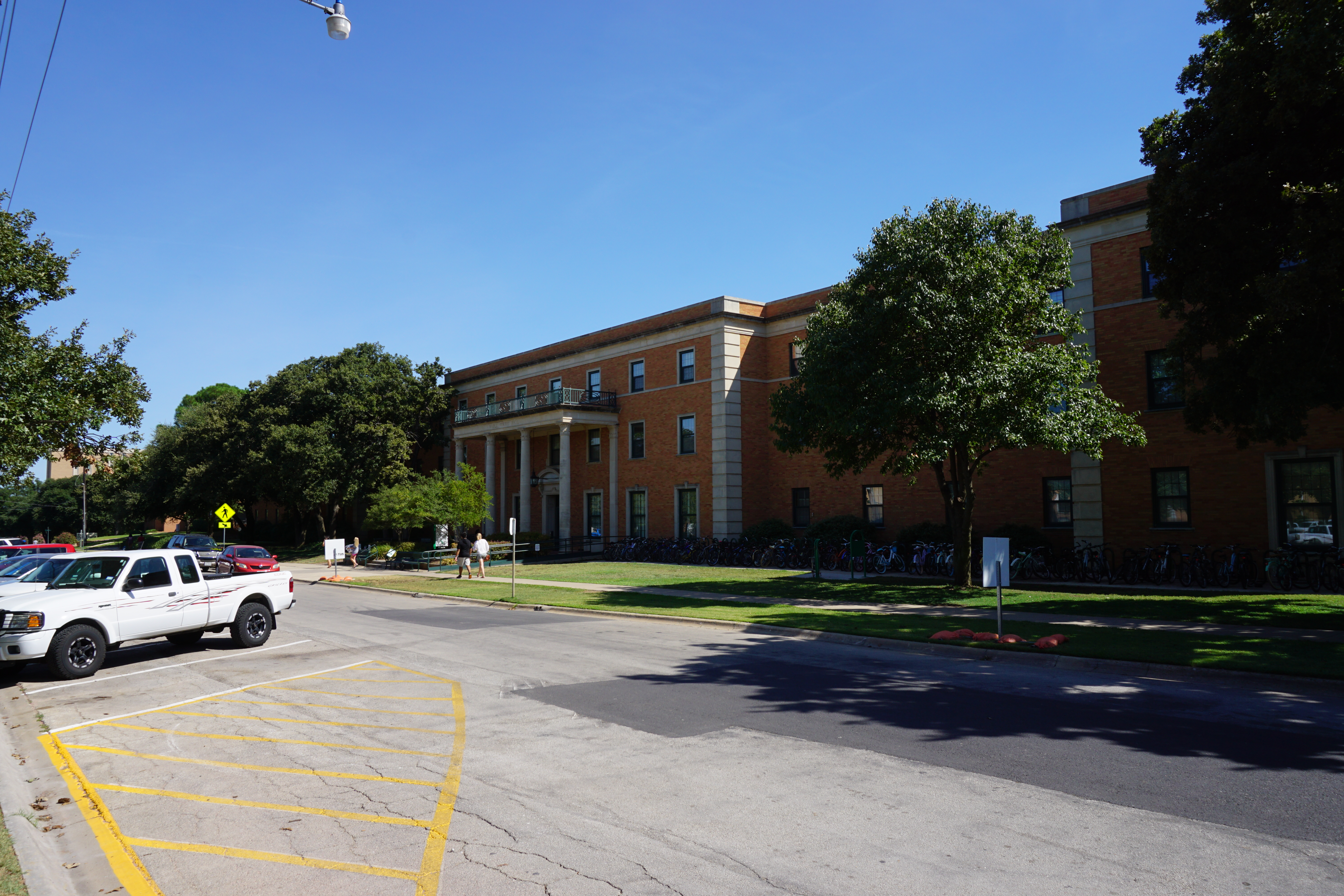
Maple Street Hall

## スポーツ
NCAA（全米大学体育協会）の1部リーグ、Division Iに所属。
チーム名は‟鷲（ワシ）”を意味するEagles（イーグルス）であるが、Mean Green（ミーン・グリーン）という愛称の方が頻繁に使われる。
花形スポーツ カレッジ フットボールにおいては、1部リーグ内のメジャーに相当する Division I - FBS（旧：Division I - A）において Sun Belt Conferenceに2012年シーズンまで所属。1年目の2001年シーズンより4年連続のカンファレンス優勝とボウル・ゲーム1勝を上げる。その後は低迷していたものの、トラック競技兼用のものとは別に3万人収容のフットボール専用スタジアム（2011年完成）を建設するなどのインフラ整備も整い、2013年シーズンから中堅カンファレンスであるConference USAへ昇格。初年度より高順位を修めボウル・ゲームに出場し勝利している。 更に2023年シーズンからは、American Athletic Conferenceへ移籍。 
低迷する弱小チームを題材にした1991年公開のコメディ映画『Necessary Roughness（邦題：スーパー・タッチダウン）』において、映画の主な撮影ロケ地として当校のキャンパスや 旧スタジアムが使用されており、劇中の校名は“Texas State University（テキサス州立大学）”であったが、そのユニフォームは緑を基調とした当チームのデザインが採用された。
なお近年は、フットボール以外でも男子バスケットボールや女子サッカーなどでもカンファレンス優勝をしている。

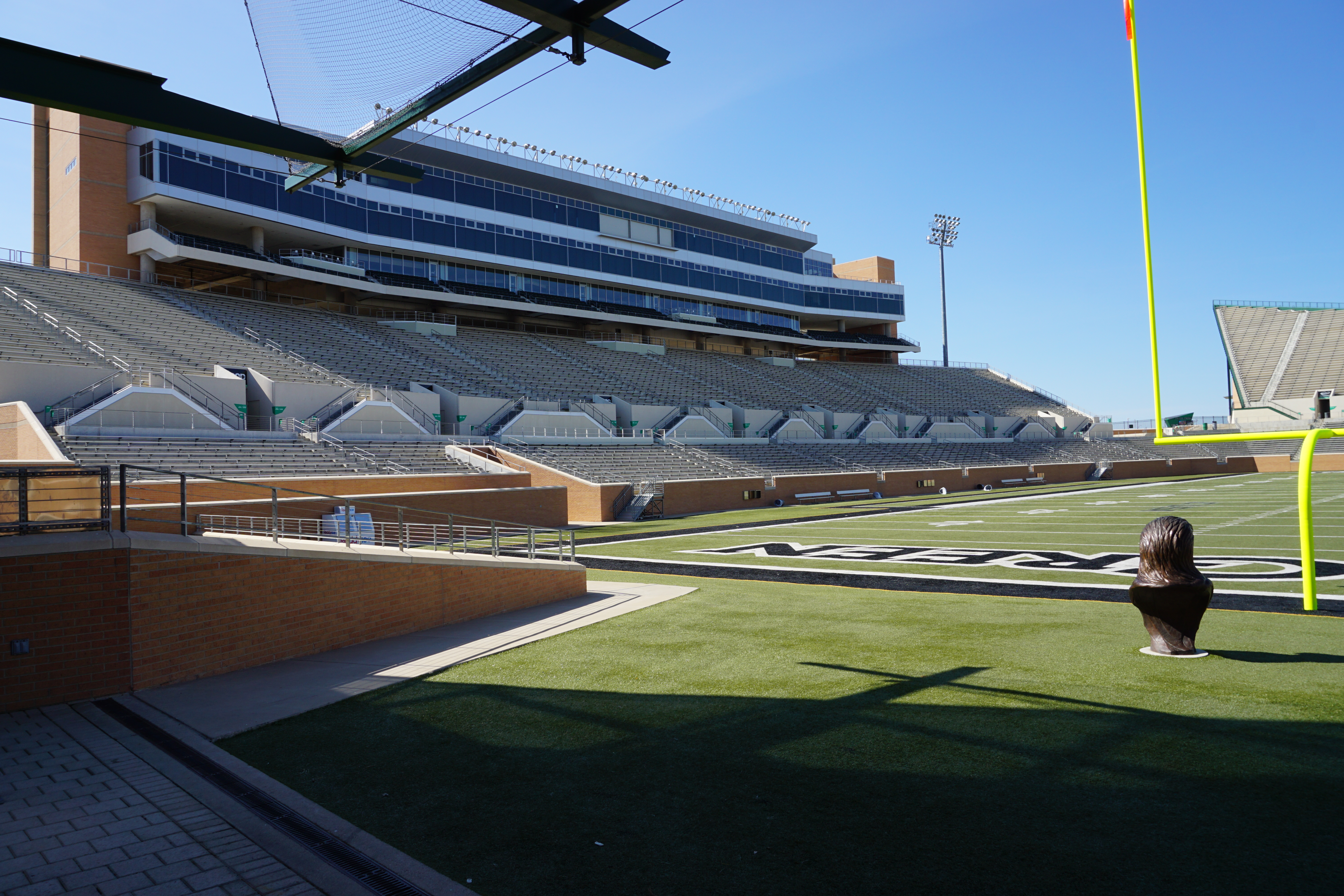
Apogee Stadium （新設スタジアム）
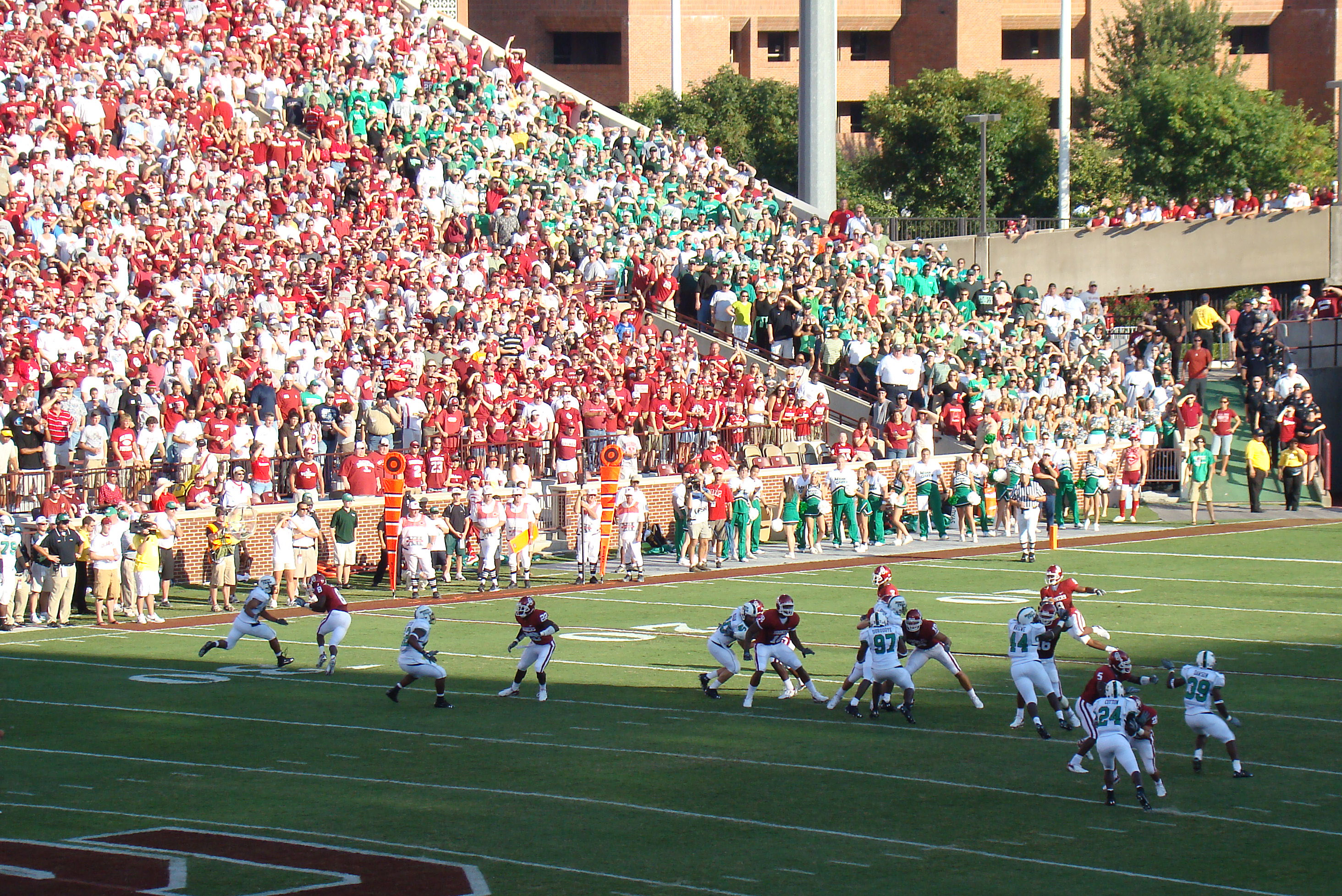
対オクラホマ大学戦

## 著名な出身者
- レイ・ロバーツ（Ray Roberts） - 元・民主党下院議員。近隣の湖の名称にもなっている人物。ケネディ暗殺事件の際、“謎のルート変更”を命じたとされるダラス市長アール・カベルと共に後続車に乗車。
- ビル・モイヤーズ（Bill Moyers） - 政治評論家。ケネディ政権、ジョンソン政権において補佐官やホワイトハウス報道官を歴任。
- マイケル・C・バーゲス（Michael C. Burgess） - 共和党下院議員。同じテキサス選出のテッド・クルーズらと共にティーパーティー幹部会のメンバー。
- アーデル・アル＝ジュベイル（Adel al-Jubeir） - 現・サウジアラビア外務大臣、元・駐米サウジアラビア大使。
- ロレイン・ミラー（Lorraine Miller） - 第35代アメリカ合衆国下院書記官。元・NAACP（全国黒人（有色人）種向上協会）会長。
- ジェームズ・パウェルチェイク - 生理学者、生物学者、キネシオロジー研究者。史上初のポーランド系宇宙飛行士。ミッションSTS-90においてのスペースシャトル搭乗科学技術者。（バックアップは向井千秋。）
- ロレーン・ロジャース（Lorene Rogers） - 生化学者、教育者。70年代にテキサス大学学長を務め、全米史上初の公立大学の女性学長としてその名を残す。
- エリス・ハーモン（Elise Harmon） - 物理学者、科学者。海軍研究所において素材技術の向上、コンピューターの小型化などを成功させた人物。
- レオンティン・T・ケリー（Leontine T. Kelly） - ユナイティッド・メソジスト教会の主教。元・オハイオ州下院議員。
- ジョー・グリーン（"Mean" Joe Greene） - 70年代にスティーラーズで活躍した元NFL選手。大学のニックネームの由来となった人物。
- “ストーン・コールド” スティーブ・オースチン - WWF（現WWE）、WCWで活躍したプロレスラー、俳優。
- ジョニー・クイン（Johnny Quinn） - 元NFL、CFLの選手。現ボブスレー選手。アメリカ代表としてソチ五輪に出場。
- ラリー・マクマートリー - 作家、エッセイスト、脚本家。『ロンサム・ダブ』でピューリッツァー賞、『ブロークバック・マウンテン』でアカデミー脚色賞を受賞。
- アン・ライス - ゴシックホラー・ファンタジー小説作家。代表作『インタビュー・ウィズ・ヴァンパイア』。
- フィル・マグロー - 心理学者。冠テレビ番組『Dr. Phil』のホストとして有名。
- ジェフリー・L・キンボール - 映画撮影監督。代表作『トップガン』、『エクスペンダブルズ』
- ノーブル・ウィリンガム - 俳優。　代表作『シティ・スリッカーズ』、『炎のテキサス・レンジャー』
- ピーター・ウェラー - 俳優。 代表作『ロボコップ』シリーズ。
- デビッド・フォン・エリック - プロレスラー。UNヘビー級王者。
- トルクンベック・アブディグロフ - キルギス共和国第一副首相、キルギス共和国中央銀行総裁

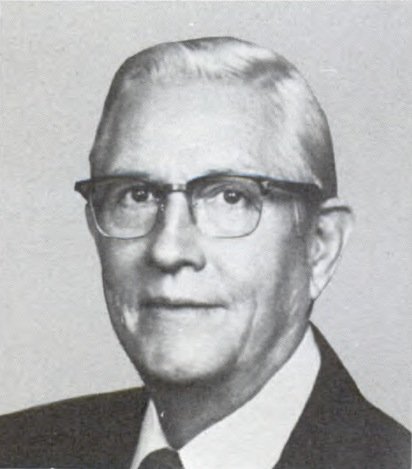
Ray Roberts 元・民主党下院議員
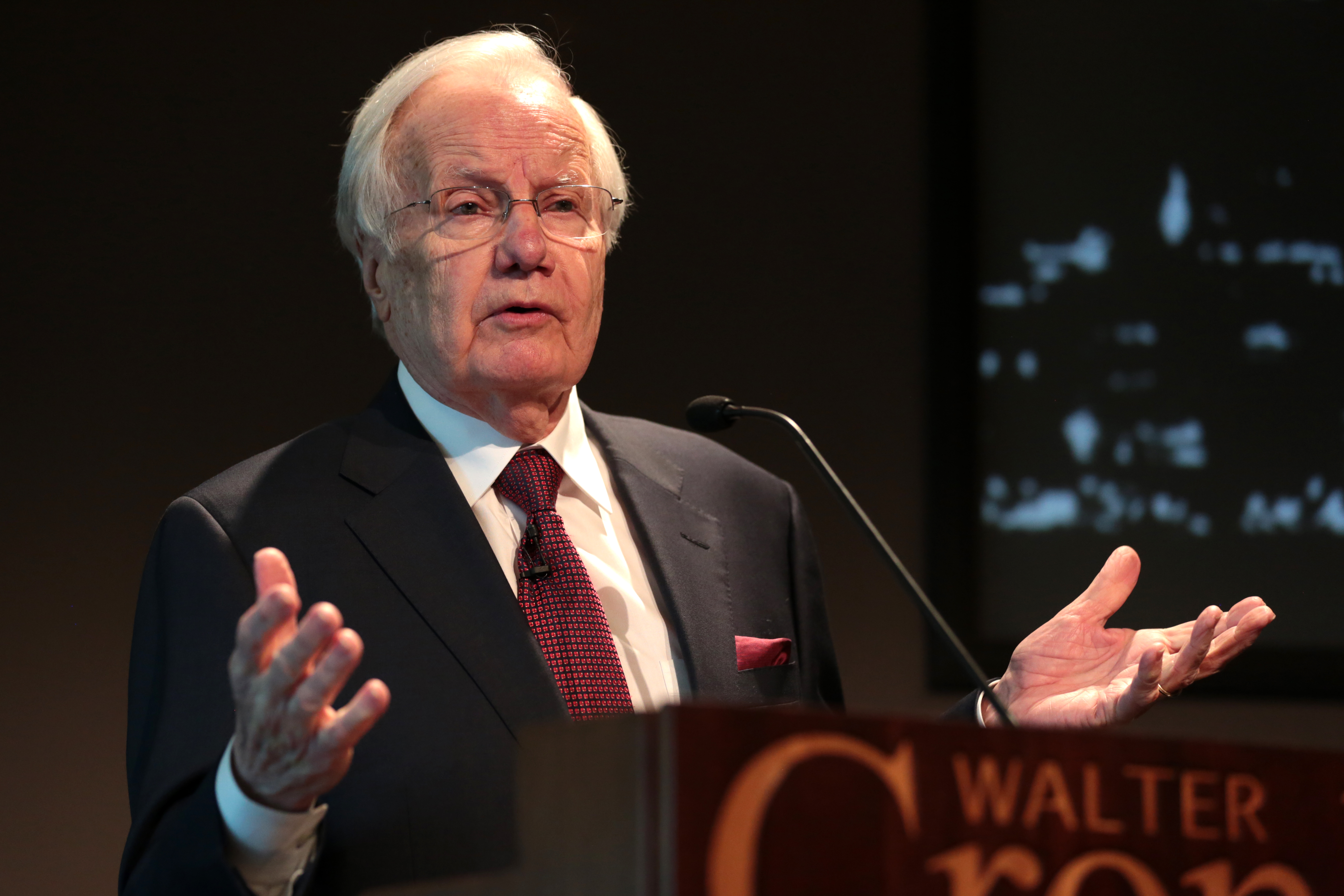
Bill Moyers 政治評論家
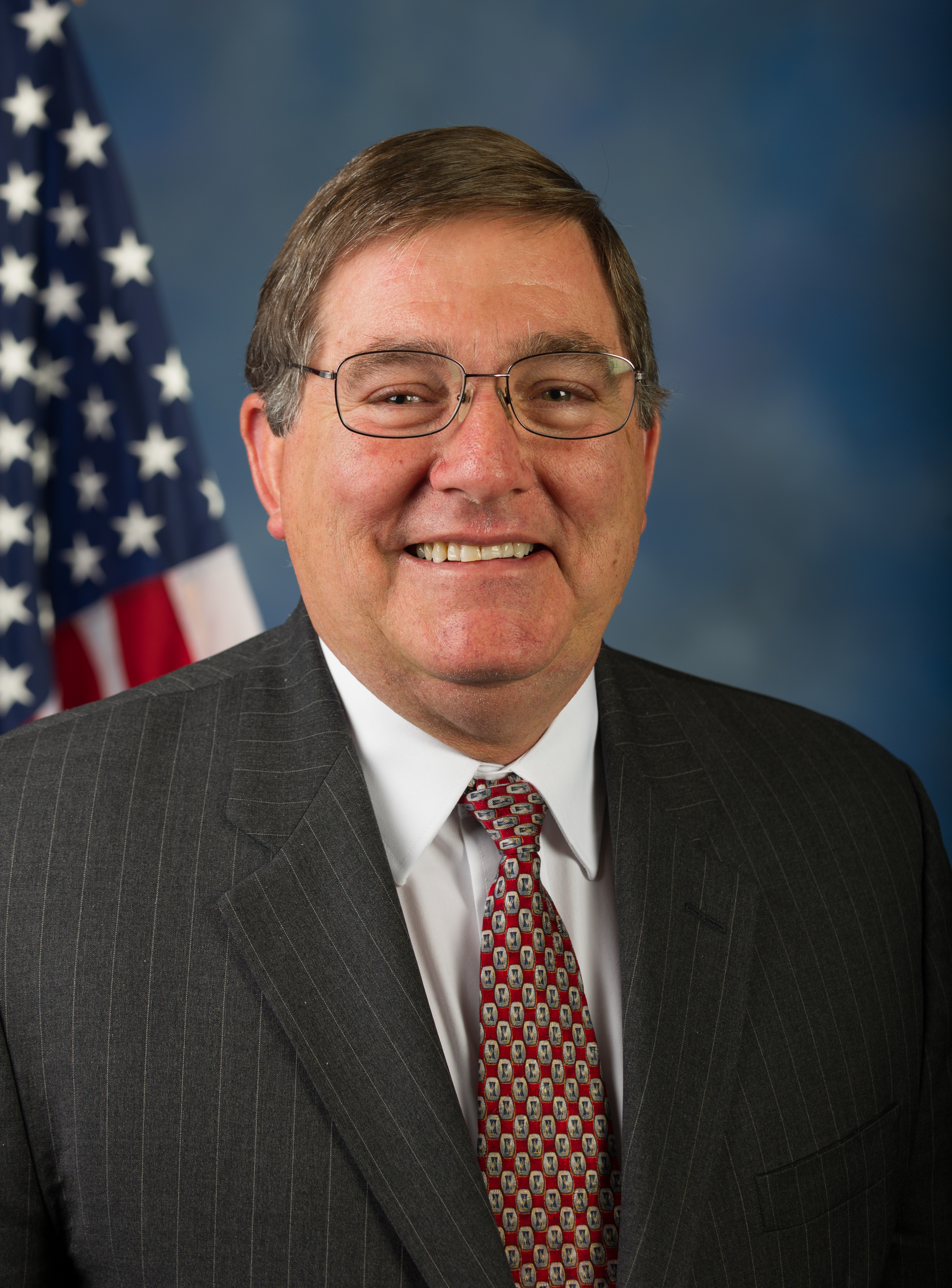
Michael Burgess 共和党下院議員
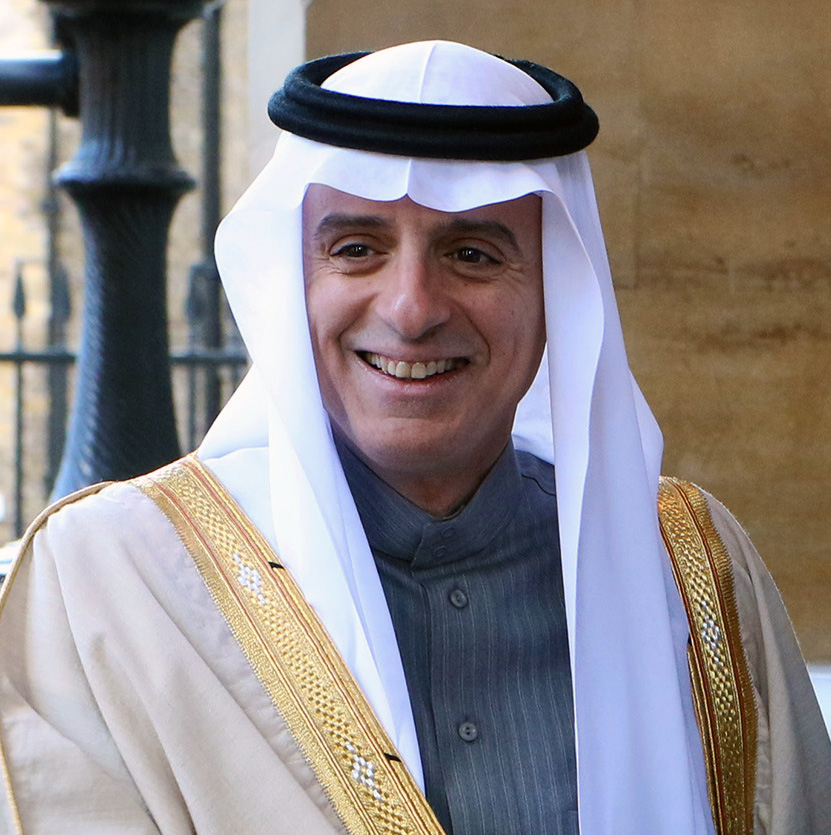
Adel al-Jubeir 現・サウジアラビア外務大臣
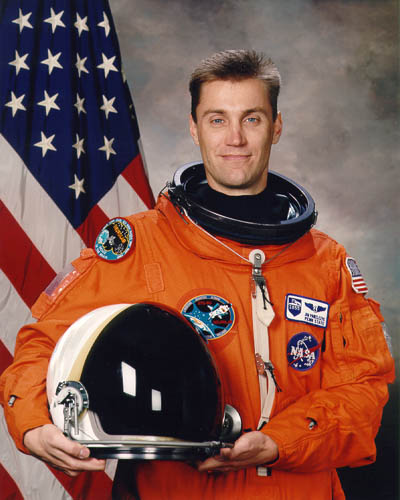
James Pawelczyk 生理学者、生物学者など
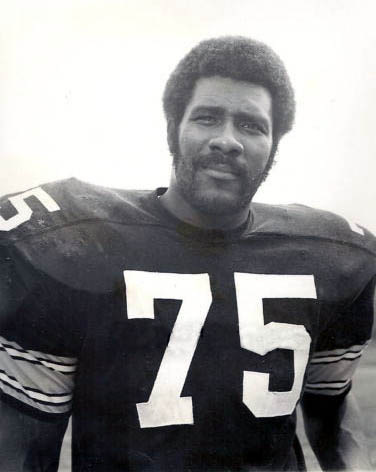
"Mean" Joe Greene 元NFL選手
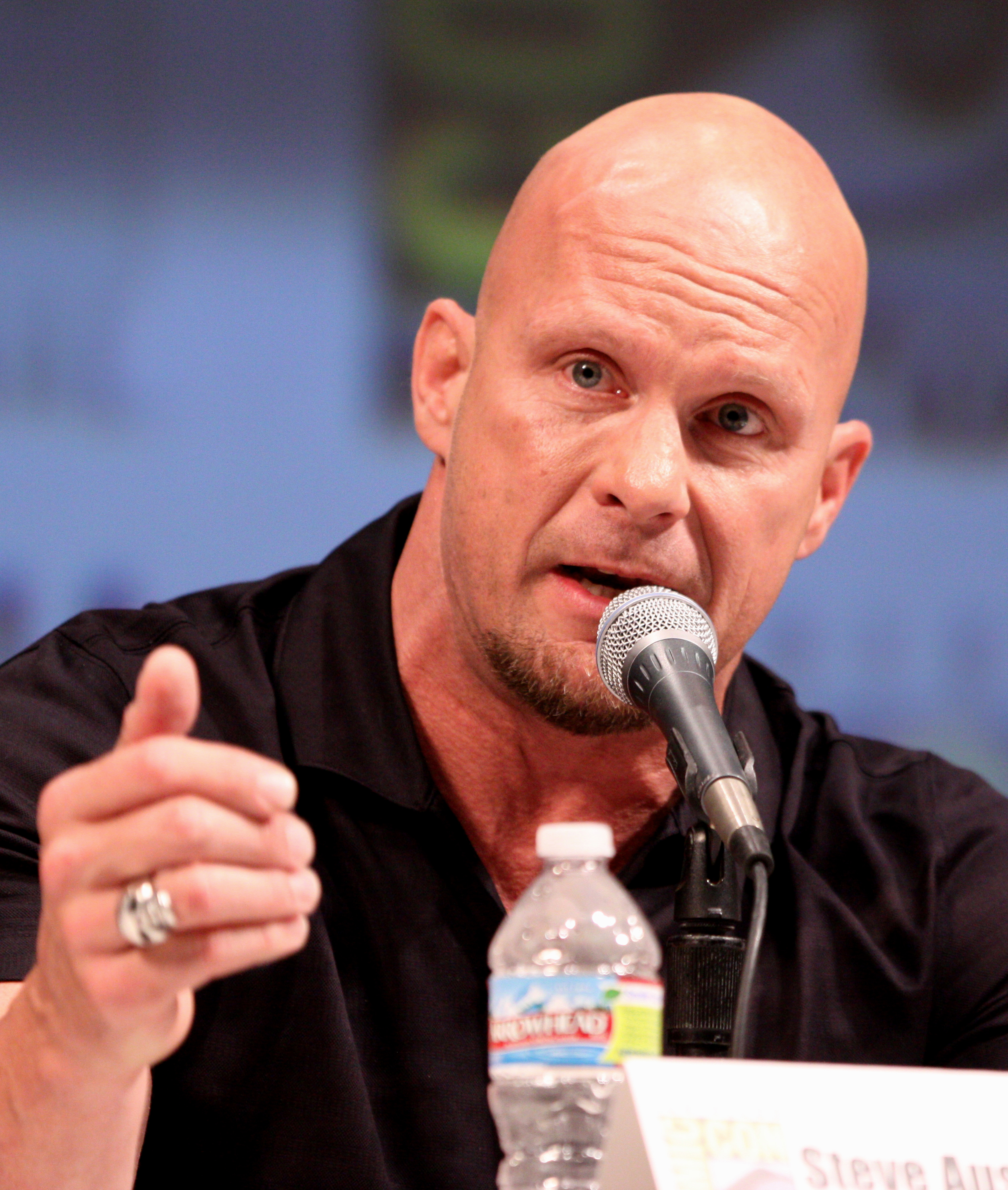
Stone Cold Steve Austin プロレスラー、俳優
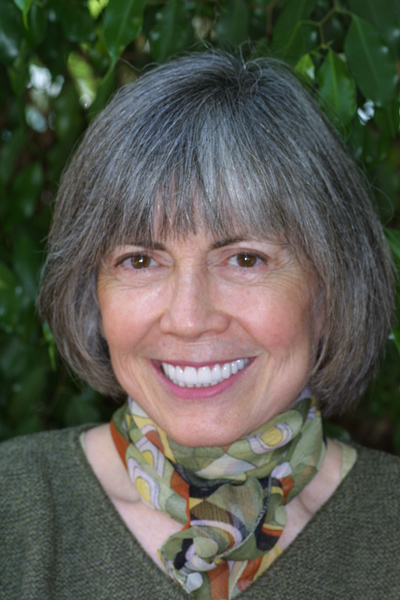
Anne Rice 小説家
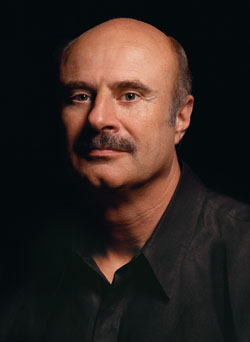
Dr. Phill 心理学者

### 音楽家
- ロイ・オービソン - シンガーソングライター。代表曲『オー・プリティ・ウーマン』
- ドン・ヘンリー - カントリー・ロックバンド『イーグルス』のドラマー、ボーカリスト。
- ノラ・ジョーンズ - ジャズ・シンガー、ピアニスト。第45回グラミー賞において主要4部門を含むノミネート部門全てを制し、8冠を獲得。
- ミートローフ - ロックシンガー。代表曲『I'd Do Anything For Love (But I Won't Do That)』。
- イーライ・ヤング・バンド（Eli Young Band） - カントリー・バンド。
- パット・ブーン - 往年のポピュラー音楽の歌手。
- ビリー・ハーパー - ジャズのサックス奏者。
- スナーキー・パピー - インストゥルメンタル・バンド（マイケル・リーグなどバンド創設メンバーが在籍）。

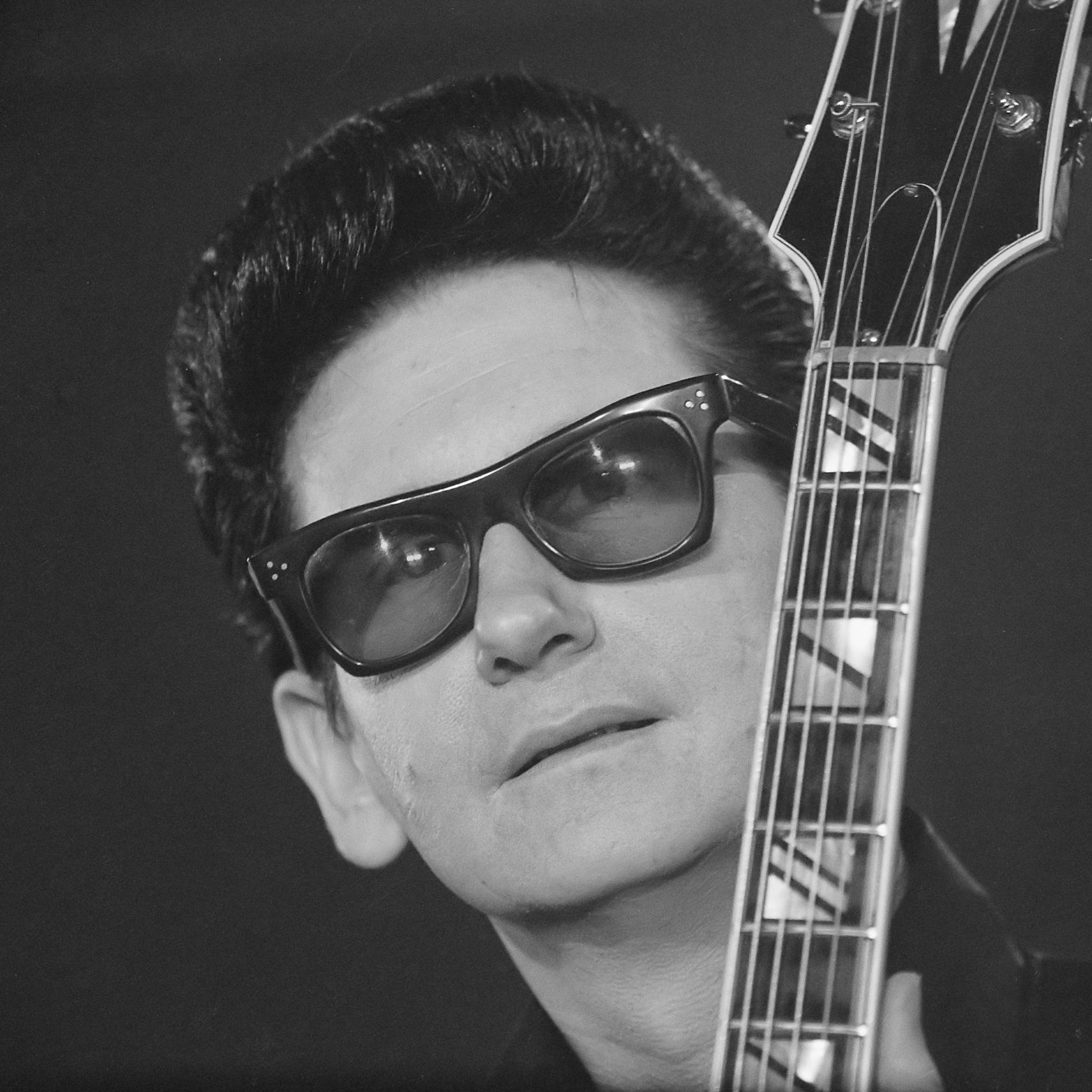
Roy Orbison シンガーソングライター
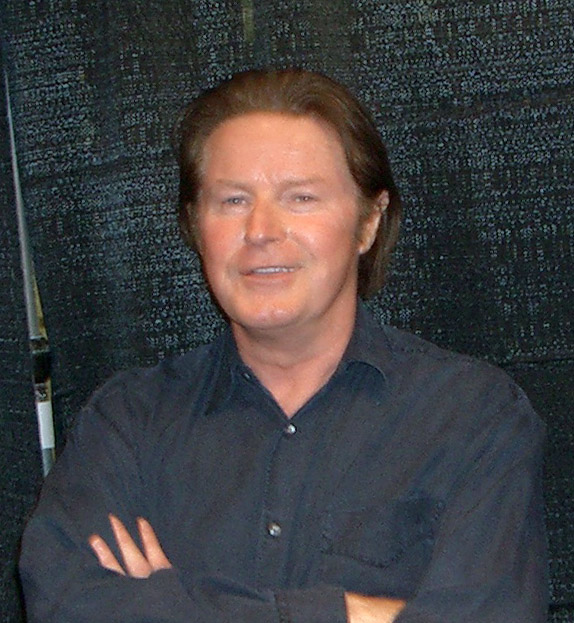
Don Henley イーグルスのドラマー、ボーカリスト
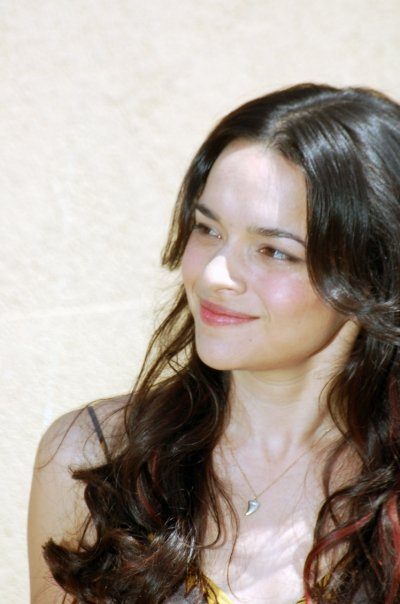
Norah Jones ジャズ・シンガー、ピアニスト
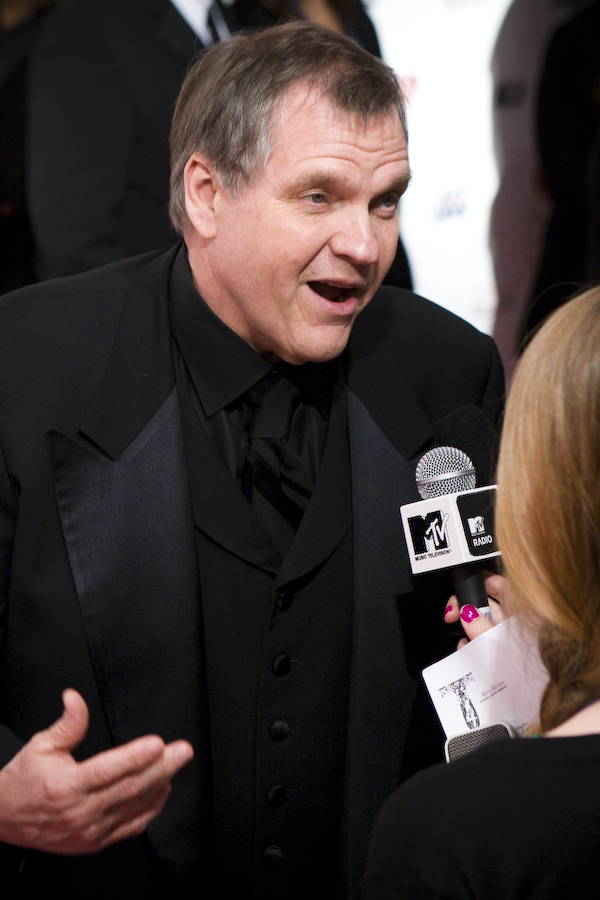
Meat Loaf ロックシンガー
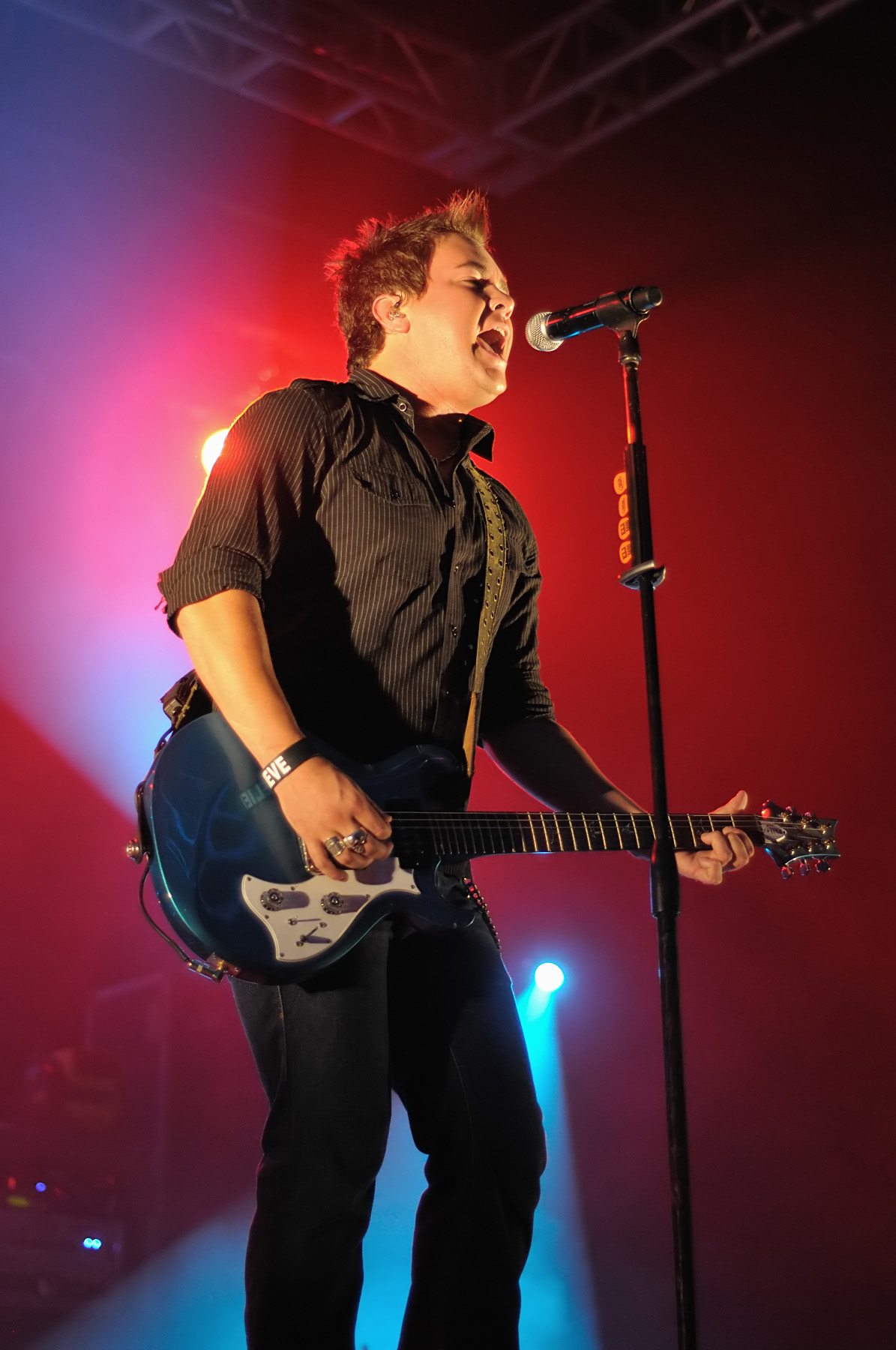
Eli Young Band カントリー・バンド
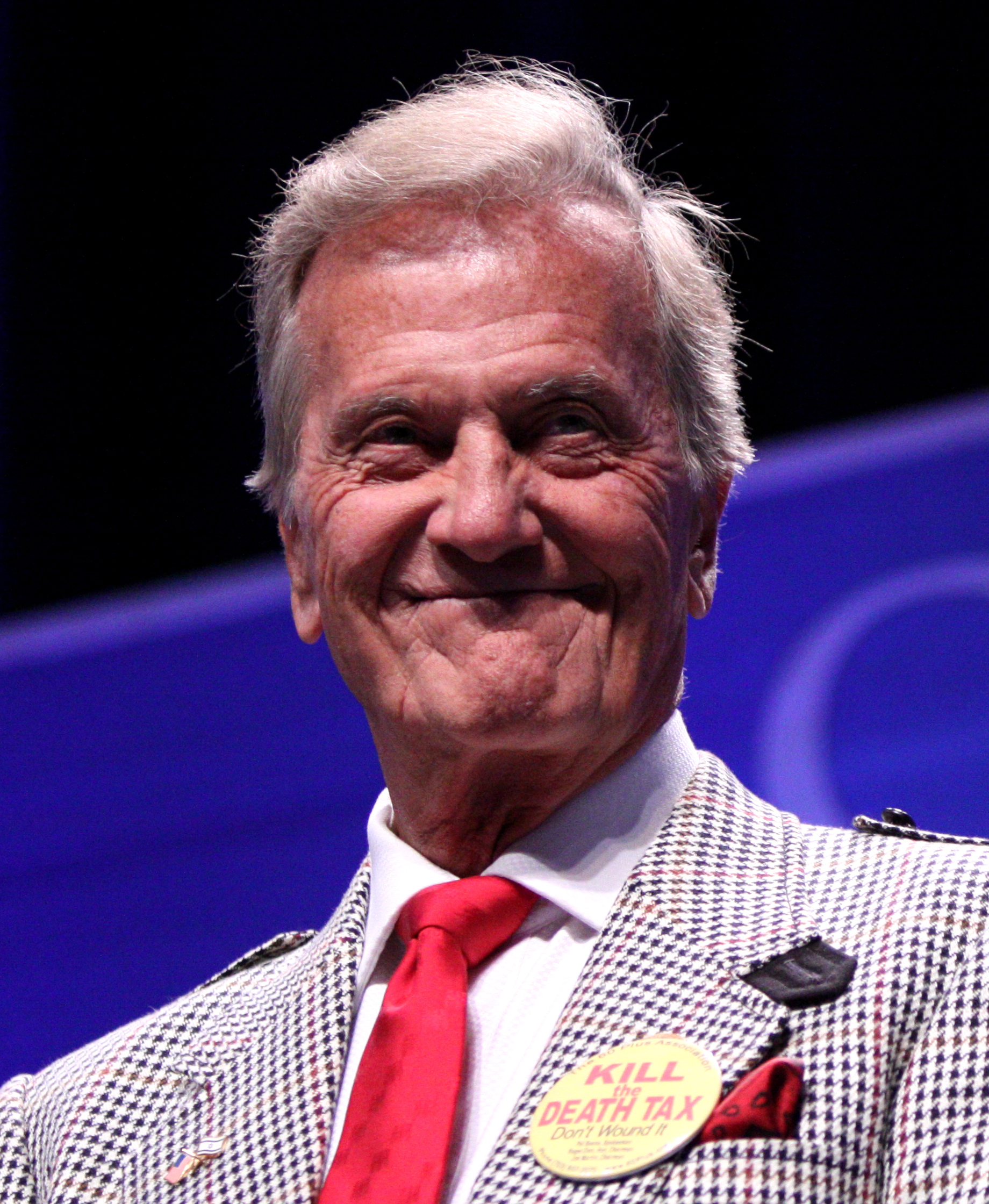
Pat Boone 歌手
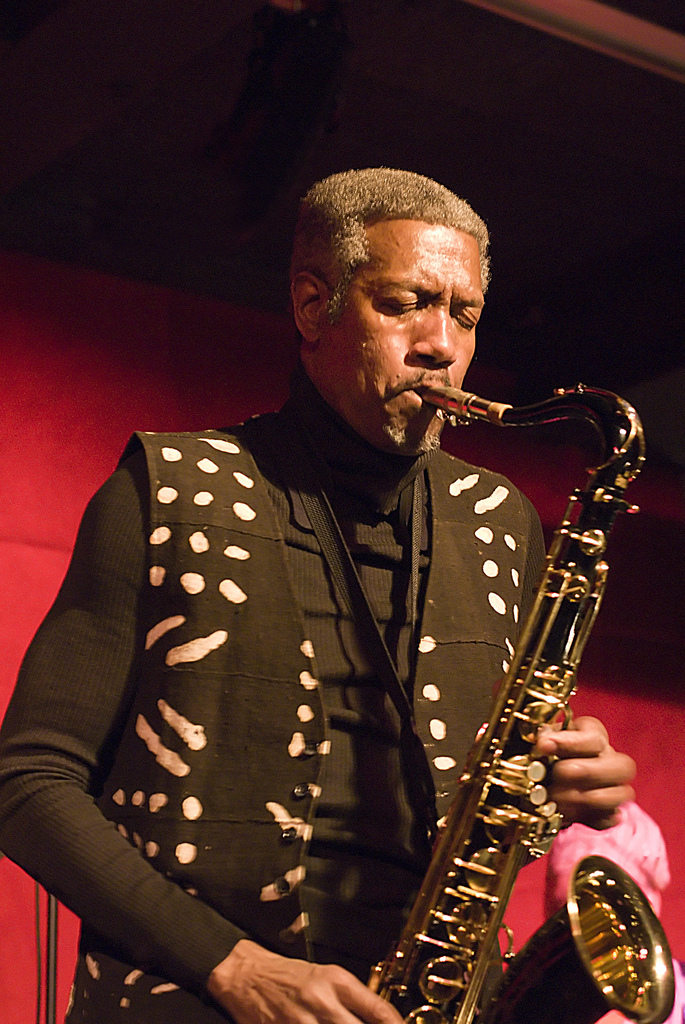
Billy Harper サックス奏者
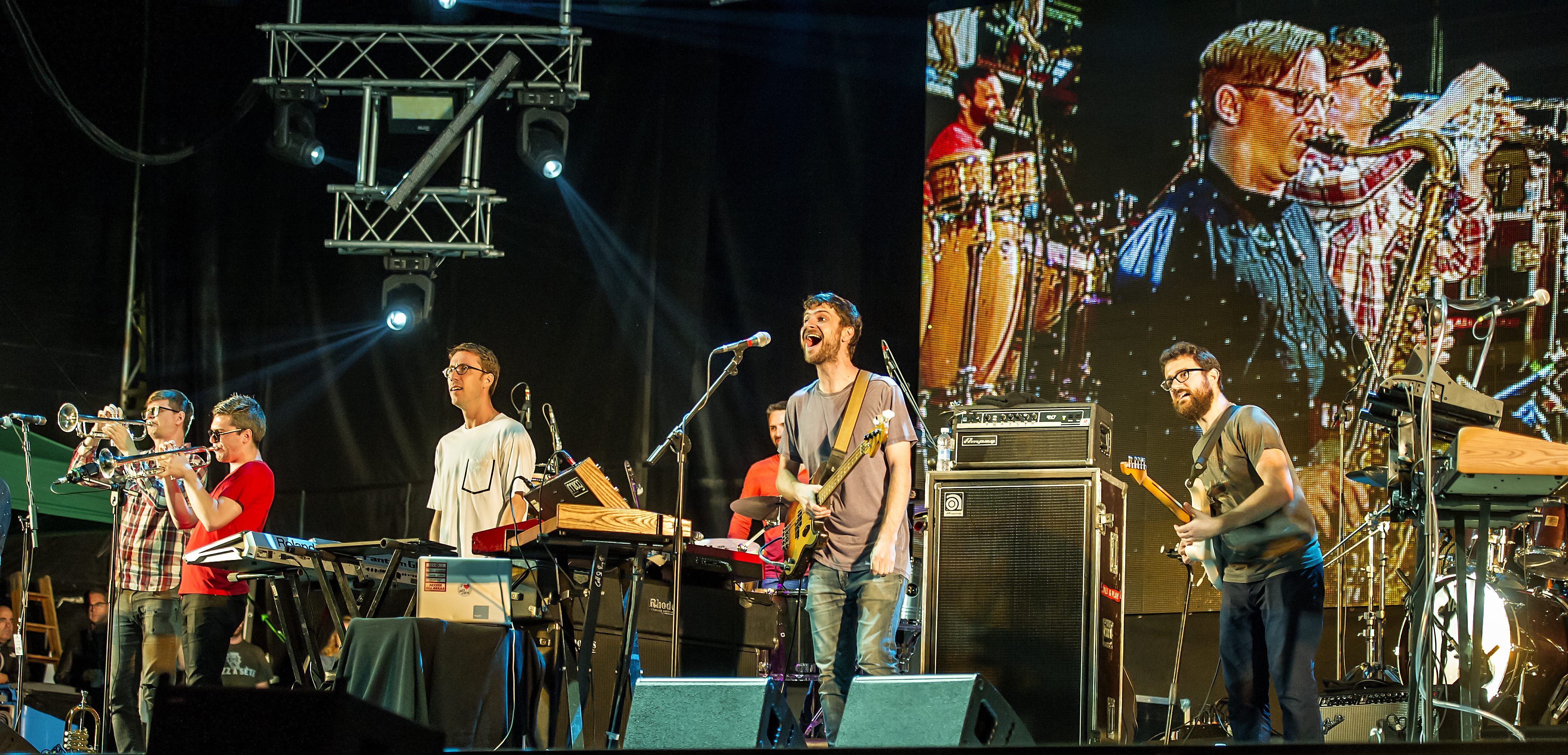
Snarky Puppy インストゥルメンタル・バンド